# Рутковське
Рутковське (пол. Rutkowskie) — село в Польщі, у гміні Візна Ломжинського повіту Підляського воєводства.
Населення — 150 осіб (2011).
У 1975-1998 роках село належало до Ломжинського воєводства.

## Демографія
Демографічна структура станом на 31 березня 2011 року:
|          | Загалом | Допрацездатний вік | Працездатний вік | Постпрацездатний вік |
| -------- | ------- | ------------------ | ---------------- | -------------------- |
| Чоловіки | 78      | 16                 | 49               | 13                   |
| Жінки    | 72      | 8                  | 48               | 16                   |
| Разом    | 150     | 24                 | 97               | 29                   |